# としみつ
としみつ（1993年〈平成5年〉7月17日 - ）は愛知県岡崎市出身のYouTuber、シンガーソングライター。6人組YouTuber「東海オンエア」のメンバーとして活動しているほか、個人チャンネル「としみつ東海オンエアの」を運営している。メンバーカラーは緑。音楽活動時の名義は青春ヶ丘俊光（せいしゅんがおかとしみつ）。所属事務所兼MCN兼レコード会社はUUUM。所属レーベルはUUUM内の青春原盤制作所。以前の所属レーベルはNEO KINDER RECORDS。
2012年に3人組ロックバンドCharactic Noteを結成し活動するも、2017年に解散した。現在はソロとしてアルバムも出すなど精力的に活動している。個人チャンネルとして「としみつ東海オンエアの」を開設している。

## 来歴

### 生い立ち
1993年7月17日生まれ。
高校卒業後は愛知学院大学法学部に進学した。2020年には卒業生として同大学の広報動画に出演している。
YouTuberとして活動するまではJAあいち三河の企画広報課で広報として1年間勤務。日本農業新聞に記事を出稿していた。

### YouTuberとして
2013年10月、岡崎城西高等学校の同級生であるてつや、しばゆー、りょう、ゆめまるに、てつやのアルバイト先の先輩であった虫眼鏡を加えた6人でYouTuberグループ「東海オンエア」を結成する。
2017年、当時グループが在籍していたGENESIS ONEを脱退し、HIKAKIN、はじめしゃちょーなどを擁するUUUMへクリエイターとして加入した。当時YouTuberのマネジメント企業の最大手と目されていた2社間でのクリエイターの移籍は初の事例で大きな反響を呼んだ。
2018年5月、個人チャンネル「としみつ東海オンエアの」にて初投稿。アカウントは2017年4月に作成されている。チャンネル名は「東海オンエアのとしみつ」にしようとしたが、チャンネルアカウントの「姓」「名」に「東海オンエアの」「としみつ」と入力してしまい、仕様で姓名が入れ替わった表記がそのまま採用された。
2024年5月26日、2023年10月にYouTuberのまこちと入籍し、その後第一子を授かったことを発表。2024年10月に第一子の誕生を発表した。

## 人物
- 動画内の様々な行動（主に無謀な行動）が「漢」と呼ばれることがある。由来は角田信朗のよっしゃあ漢唄から。
- ロックバンド・UVERworldの大ファンである。同バンドからのサプライズで、ライブ中にボーカル・TAKUYA∞と対面した。
- 以前はCharactic Noteとしてボーカルを担当していた（下記参照）。
- 現在の愛車はジープ・ラングラー[15]、シボレー・シェビーⅡ・ノヴァ・コンバーチブル[16]。過去にはポルシェ・911カブリオレ[17]、フェラーリ・ローマ[18][14]を所有していた。

## 音楽活動

### ソロ
東海オンエアとしての活動の傍ら、2012年から2017年までロックバンド・Charactic Noteのボーカリストとして音楽活動に励んでいた。2015年に愛知産業大学で開催された東海オンエアの大規模オフ会では、イベントパフォーマンスとしてライブを開催した。
2018年11月に開催された「U-FES.2018」ではミュージックパレードの舞台へ単身出演し、ソロ名義の楽曲「RESTART」を披露した。その後、自主レーベル「青春原盤制作所」を設立。 
2019年6月2日、『TOSHIMITSU』名義のソロアーティストとして初のミニアルバム『THE BEST』をリリース。「全力でBESTを尽くしたCDだからBESTです」という思いの込められたこのアルバムはデビュー作ながらオリコンチャートの上位へ食い込んだ。
2020年11月25日、2ndミニアルバム『THE BEST2』をリリース。
2022年10月5日、3rdミニアルバム『THE BEST3』をリリース。
2023年3月26日、CBCテレビ・ラジオの野球中継のテーマソングを担当することを発表した。書き下ろしテーマソング「Parade」を制作した。
2024年3月18日、『TOSHIMITSU』名義のソロアーティスト活動を5月で終了することを発表。5月19日、音楽活動の名義を『青春ヶ丘俊光』に変更し活動継続することを発表。
2024年6月26日、4thミニアルバム『THE BEST4』をリリース。

### ユニット『TTJ』
財部亮治、ジェニーと音楽ユニット「TTJ」を組んでいる。
2019年10月、TTJとして初のスリーマンライブを開催した。2020年5月に発売された「ONE PIECE MUUUSIC COVER ALBUM」ではTOSHIMITSUとして「ココロのちず」を、TTJとして「OVER THE TOP」のカバーを担当した。
2020年9月には初のアルバムをリリース。自身が設立したレーベル「青春原盤制作所」の第一弾の作品となった。大晦日には、ももいろ歌合戦（BS日テレ・ニッポン放送・AbemaTV）へ初出場。

### リサイタルズ
2019年11月に、東海オンエアメンバーのてつや、しばゆーと共に音楽ユニット「リサイタルズ」を結成した。グループ内では「スター」として活動している。

## ディスコグラフィ

### アルバム
| #  | タイトル           | 作詞 | 作曲・編曲 |
| -- | ------------------ | ---- | ---------- |
| 1. | 「キャンバス」     |      |            |
| 2. | 「RESTART」        |      |            |
| 3. | 「ピエロ」         |      |            |
| 4. | 「C.A.K.E」        |      |            |
| 5. | 「スーパースター」 |      |            |
| 6. | 「BAKANINARE」     |      |            |

| #  | タイトル                               | 作詞 | 作曲・編曲 |
| -- | -------------------------------------- | ---- | ---------- |
| 1. | 「浪漫ticSTAR」                        |      |            |
| 2. | 「LOVE SONG」                          |      |            |
| 3. | 「Bye Bye Bye」                        |      |            |
| 4. | 「HOT ～燃えるハートはアレより熱い～」 |      |            |
| 5. | 「死ぬまで笑いたい」                   |      |            |
| 6. | 「Viva!!」                             |      |            |
| 7. | 「逃ゲルガ勝チ」                       |      |            |
| 8. | 「ハッピーにいこうぜ」                 |      |            |

| #  | タイトル             | 作詞 | 作曲・編曲 |
| -- | -------------------- | ---- | ---------- |
| 1. | 「Freedom!」         |      |            |
| 2. | 「Revolver」         |      |            |
| 3. | 「僕らの鳥」         |      |            |
| 4. | 「馬鹿正直なベイベ」 |      |            |
| 5. | 「夢で逢いましょう」 |      |            |
| 6. | 「MusicAL」          |      |            |

| #  | タイトル                   | 作詞 | 作曲・編曲 |
| -- | -------------------------- | ---- | ---------- |
| 1. | 「Parade」                 |      |            |
| 2. | 「Dog & Soul」             |      |            |
| 3. | 「輝跡」                   |      |            |
| 4. | 「SPLENDOR」               |      |            |
| 5. | 「I don't stop playing!!」 |      |            |
| 6. | 「ユートピア」             |      |            |

### シングル
|                                     | 発売日                              | タイトル                            | 規格                                | 出典                                |
| 「TOSHIMITSU」名義 / 青春原盤製作所 | 「TOSHIMITSU」名義 / 青春原盤製作所 | 「TOSHIMITSU」名義 / 青春原盤製作所 | 「TOSHIMITSU」名義 / 青春原盤製作所 | 「TOSHIMITSU」名義 / 青春原盤製作所 |
| ----------------------------------- | ----------------------------------- | ----------------------------------- | ----------------------------------- | ----------------------------------- |
| 1st                                 | 2021年7月24日                       | Freedom!                            | 配信                                | [ 37 ]                              |
| 2nd                                 | 2022年5月2日                        | 夢で逢いましょう                    | 配信                                | [ 38 ]                              |
| 3rd                                 | 2023年5月29日                       | Parade                              | 配信                                | [ 27 ]                              |
| 4th                                 | 2024年3月27日                       | 輝跡                                | 配信                                | [ 39 ]                              |

### 参加作品
| 発売日        | アーティスト             | タイトル                      | 規格 | 参加曲                                                          | 規格品番   | 出典   |
| ------------- | ------------------------ | ----------------------------- | ---- | --------------------------------------------------------------- | ---------- | ------ |
| 2019年7月     | 財部亮治                 | Season3                       | CD   | 11.届け（feat.TOSHIMITSU） 12.アオハレ（feat.TOSHIMITSU&JENNI） | -          | -      |
| 2020年4月5日  | 財部亮治                 | Season3                       | 配信 | 11.届け（feat.TOSHIMITSU） 12.アオハレ（feat.TOSHIMITSU&JENNI） | -          | -      |
| 2020年5月27日 | Various Artists          | ONE PIECE MUUUSIC COVER ALBUM | CD   | 07.ココロのちず 11.OVER THE TOP（TTJ）                          | EYCA-12980 | [ 32 ] |
| 2022年7月6日  | 夕闇に誘いし漆黒の天使達 | 七生活                        | CD   | 5.MUSIC Zoo feat. てつや,としみつ                               | UUUM-0042  | -      |

### TTJとしての作品

#### アルバム
|     | 発売日         | タイトル | 規格       | 規格品番  | 収録曲 |
| --- | -------------- | -------- | ---------- | --------- | --- |
| 1st | 2020年9月30日  | TTJ LAND | CD・配信   | UUUM-0024 | \| # \| タイトル \| 作詞 \| 作曲・編曲 \| \| -- \| -------------- \| ---- \| ---------- \| \| 1. \| 「餃子FUNK」 \| \| \| \| 2. \| 「雀KENぽん」 \| \| \| \| 3. \| 「Reverse」 \| \| \| \| 4. \| 「creatist」 \| \| \| \| 5. \| 「AOHARE」 \| \| \| \| 6. \| 「d.p.b」 \| \| \| \| 7. \| 「WALK」 \| \| \| \| 8. \| 「WONDERLAND」 \| \| \| |
|     |                |          |            |           | |
| #   | タイトル       | 作詞     | 作曲・編曲 |           | |
| 1.  | 「餃子FUNK」   |          |            |           | |
| 2.  | 「雀KENぽん」  |          |            |           | |
| 3.  | 「Reverse」    |          |            |           | |
| 4.  | 「creatist」   |          |            |           | |
| 5.  | 「AOHARE」     |          |            |           | |
| 6.  | 「d.p.b」      |          |            |           | |
| 7.  | 「WALK」       |          |            |           | |
| 8.  | 「WONDERLAND」 |          |            |           | |

#### シングル
|     | 発売日         | タイトル  | 規格 | 備考                                  |
| --- | -------------- | --------- | ---- | ------------------------------------- |
| 1st | 2020年12月23日 | シャウト! | 配信 | Ayaseが作詞・作曲・編曲・プロデュース |

## タイアップ
| 年     | 楽曲        | タイアップ                                                         |
| ------ | ----------- | ------------------------------------------------------------------ |
| 2020年 | 浪漫ticSTAR | テレビ朝日系列「BREAK OUT」2020年12月度 オープニング・トラック     |
| 2020年 | Bye Bye Bye | テレビ朝日「じゅん散歩」2020年12月・2021年1月度 エンディングテーマ |
| 2023年 | Parade      | CBCテレビ・CBCラジオ2023年シーズン野球中継テーマソング             |
| 2024年 | 輝跡        | CBCテレビ・CBCラジオ2024年シーズン野球中継テーマソング             |
| 2025年 | 輝跡        | CBCテレビ・CBCラジオ2025年シーズン野球中継テーマソング             |

## 出演

### 音楽イベント
| 開催年日         | 開催年日       | イベント名                                               | 備考                               |
| TOSHIMITSU名義   | TOSHIMITSU名義 | TOSHIMITSU名義                                           | TOSHIMITSU名義                     |
| ---------------- | -------------- | -------------------------------------------------------- | ---------------------------------- |
| 2019年           | 7月28日        | ボーイズナイト                                           | 観客は男性限定                     |
| 2019年           | 10月20日       | TTJ TRACK                                                | TTJ名義で開催された。昼夜2部構成。 |
| 2019年           | 10月20日       | TTJ ROCKS                                                | TTJ名義で開催された。昼夜2部構成。 |
| 2019年           | 11月3日        | U-FES TOUR 2019 MUSIC                                    | UUUM主催の音楽イベント             |
| 2020年           | 2月24日        | U-FES TOUR 2019 MUSIC                                    | UUUM主催の音楽イベント             |
| 2023年           | 3月5日         | キッチンカーフェスティバル in OKAZAKI 2023               |                                    |
| 2023年           | 6月18日        | FREEDOM NAGOYA 2023                                      | 自身初の音楽フェス。               |
| 2023年           | 7月15日        | Lucky Fes’23                                             |                                    |
| 2024年           | 3月3日         | キッチンカーフェスティバル in OKAZAKI 2024 -THE FINAL!!- |                                    |
| 2024年           | 3月23日        | ASHIKAGA FES.2024                                        |                                    |
| 2024年           | 5月18日        | FREEDOM NAGOYA 2024 -15th Anniversary-                   |                                    |
| 青春ヶ丘俊光名義 |                |                                                          |                                    |
| 2025年           | 5月17日        | FREEDOM NAGOYA 2025                                      |                                    |
| 2025年           | 8月24日        | WILD BUNCH FEST. 2025                                    |                                    |

### イベント
- 中日ドラゴンズ vs. 横浜DeNAベイスターズ 始球式（2022年5月18日、ナゴヤドーム）[49]
- 中日ドラゴンズ vs. 東京ヤクルトスワローズ 始球式（2023年4月5日、ナゴヤドーム）[50]

### Webドラマ
- グレーゾーンシリーズ（YouTube）- 佐藤俊光 / 東海オンエアとしみつ 役
  - 株式会社グレーゾーン・エージェンシー（2020年3月23日 - 5月25日）
  - グレーゾーン・アイランド（2022年8月1日 - 9月5日）
- 呪縛少女バギラちゃん 第2話（2025年4月4日、YouTube） - 紫桃 貢 役

### テレビ番組
- 第4回ももいろ歌合戦（2020年12月31日、ABEMA・BS日テレ・ニッポン放送） - TTJ名義[51]
- シキザクラ 第7話（2021年11月21日、中京テレビ） - コアラ幻覚 役[52]
- CBCテレビ野球中継「燃えよドラゴンズ」（CBCテレビ） - 副音声
  - 中日ドラゴンズ vs. 東京ヤクルトスワローズ（2023年4月5日）[53]
  - 中日ドラゴンズ vs. 広島東洋カープ（2023年7月9日）[54]
  - 中日ドラゴンズ vs. 阪神タイガース（2024年4月14日）[55]
  - 中日ドラゴンズ vs. 埼玉西武ライオンズ（2024年5月29日）[56]
  - 中日ドラゴンズ vs. 読売ジャイアンツ（2024年8月9日）[57]
  - 中日ドラゴンズ vs. 広島東洋カープ（2025年4月9日）[58]

### ラジオ番組
- bre:eze（2024年3月25日、東海ラジオ）[59]
- キタニタツヤのオールナイトニッポン0（2025年5月26日、ニッポン放送）[60]